# شهرستان آلن (ایندیانا)
شهرستان آلن، ایندیانا (به انگلیسی: Allen County, Indiana) شهرستانی در ایالات متحده آمریکا است که در ایندیانا واقع شده‌است.